# الشيوخ (الخليل)
الشيوخ قرية فلسطينية تتبع محافظة الخليل وتقع شمال مدينة الخليل. أقيمت القرية حول قبر الشيخ إبراهيم الهدمي، وتقع الشيوخ في الشمال الشرقي من مدينة الخليل، وتبعد عنها 6 كم، وترتفع 880 م عن سطح البحر. تبلغ مساحة أراضيها (12100) دونما، ويحيط بها أراضي قرية سعير من جميع الجهات. قدر عدد سكانها عام 1922 960 نسمة، وفي عام 1945 1240 نسمة. وفي عام 1967 بلغ عدد سكانها 1800 نسمة وارتفع في عام 1987 إلى 3400 نسمة وتشير آخر الإحصاءات ان عدد اهالي القرية يقارب 8000 نسمة.
يوجد في القرية جامع ومقام الشيخ إبراهيم الهدمي، وبها مدارس لمختلف المراحل. صادرت سلطات الاحتلال الإسرائيلي جزءا من أراضيها وأقامت عليها مستوطنة (قنا) عام 1983. تحيط بالبلدة مجموعة من الخرب التي تحتوي على مواقع أثرية أهمها : خربة أبي ريش، وخربة الربيعة، و خربة الزعفران، و خربة الجرادات، وفي أراضيها القريتان الصغيرتان : العديسة، وبيت عينون.

## تاريخ الشيوخ
كان سكان الشيوخ في أواخر العهد التركي يرتدون العمامة الخضراء «اللفة» كعلامة للأشراف حسب المرسوم السلطاني العثماني الصادر من القسطنطينية سنة 1191 هـ، والمقيد بالإذن الشرعي في سجل الأوامر الشرعية السكانية في القدس الشريف التي تنص ترجمتها على أن أهل بلدة الشيوخ معفيون من الضرائب وطعامهم مجاناً ويرفع عنهم أي ظلم أو اعتداء أو قهر وهذا أمر واجب التنفيذ (سلطاني).

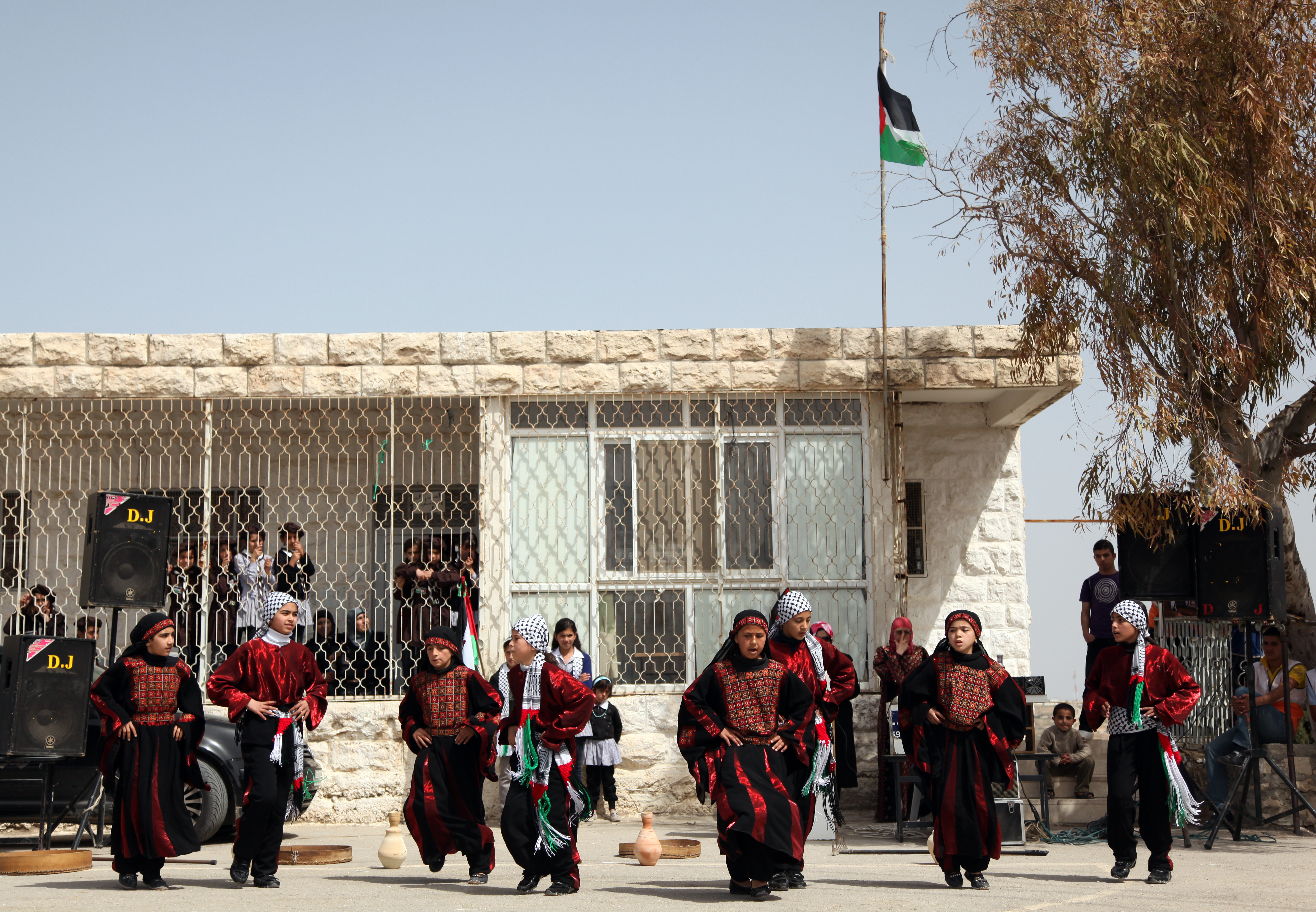
بنات يدبكن باللباس الشعبي التقليدي في إحدى مدارس البلدة

## مؤسسات القرية
- بلدية الشيوخ تاسست سنة 14/9/1993م
- جمعية الشيوخ الخيرية تأسست سنة 1965
- الهلال الأحمر الفلسطيني -فرع الشيوخ
- مركز الشيوخ الطبي (الهلال الأحمر الفلسطيني)
- الجمعية الخيرية الإسلامية
- الجمعية التعليمية
- نادي شباب الشيوخ
- النادي النسوي
- جمعية المرأة الريفية (التوفير والتسليف)